# 加藤貴行
加藤 貴行(かとう たかゆき、1979年9月7日 - ）は、日本の芸能事務所「LBS@MUSIC芸能・音楽事務所」代表。
LBS@MUSIC芸能音楽事務所は、2013年7月に設立。東京都豊島区西池袋1丁目37-15-6Fにスタジオ兼事務所を構え、悠々ホルン・豊島区ぴーすUPがーる（宇崎真里愛、春風光）・奏かおるが所属。
番組制作も手掛けており、チバテレ「GO WAY」、スカパー!「クールジャパンのたまご 略して くるたま」の作成にも携わる。
豊島区アート・カルチャー特命大使としても活動。

## 番組制作作品
- 『クールジャパンのたまご　略して　くるたま』（2016年 - 、スカパー!）番組制作・プロデュース
- 連続ドラマ『ウェアラブルシネマ』（2016年、スカパー!）プロデュース
- 連続アニメ『ロボタク』（2016年 - 2017年、スカパー!）プロデュース
- 連続ドラマ『ブルーブラッディドールズ』（2016年 - 2017年、スカパー!）プロデュース
- 連続アニメ『戦国ばけねこひめ』（2018年 - 2019年、スカパー!）プロデュース
- 連続ドラマ『平和通りの真里愛様』（2018年、スカパー!）プロデュース